# Santa Margarida (illa)

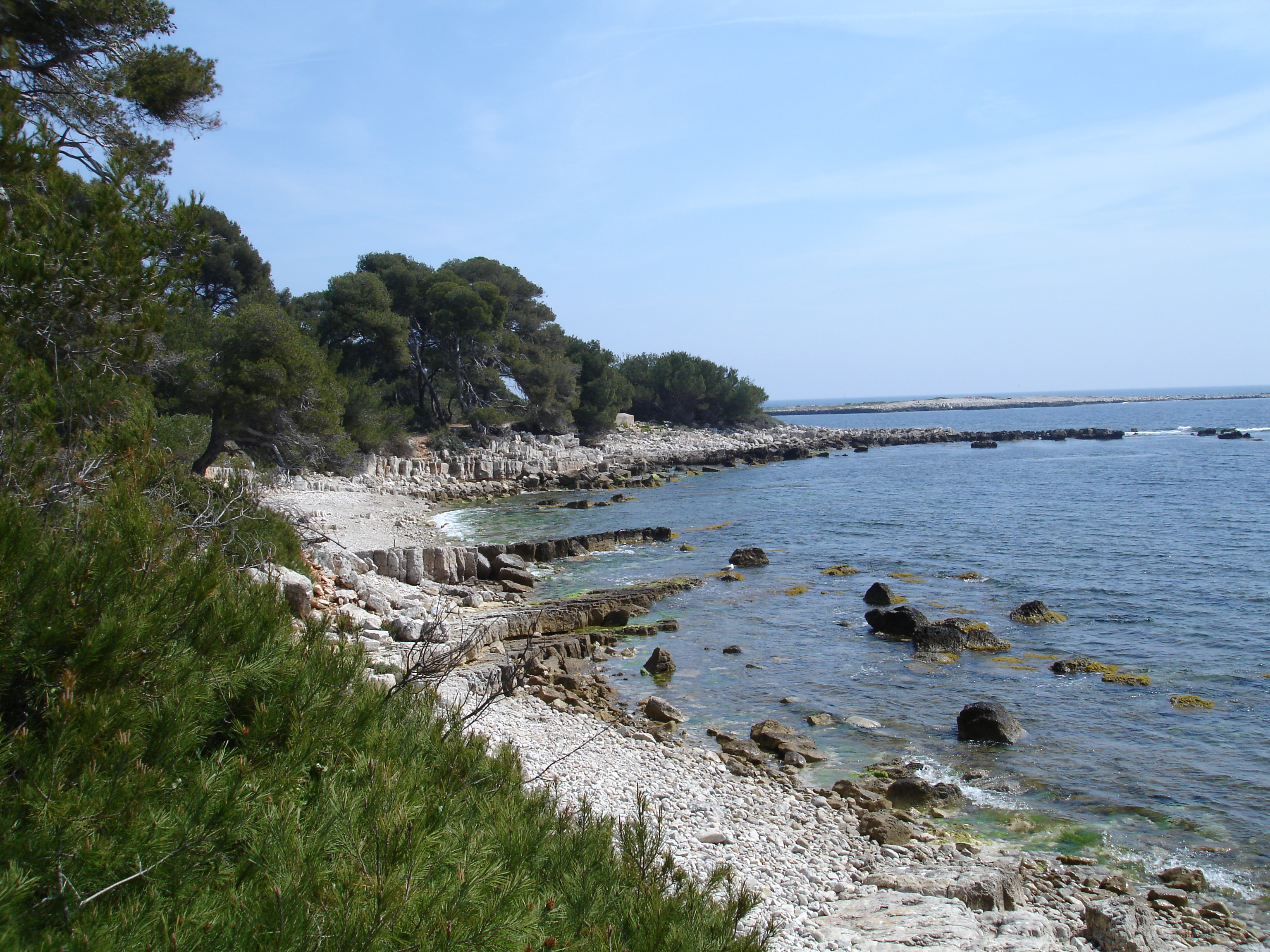
Costa sud de l'illa Santa-Margarida

L'illa Santa Margarida - en francès Île Sainte-Marguerite - és la més gran de les quatre illes de Lerins, davant de Canes. Va servir de presó al llegendari Home de la Màscara de ferro. És separada del continent per un estret de 1100m poc profund. S'estén d'oest a est en una longitud de 3 km, i la seva amplada és de 900m aproximadament. Hi ha bonics boscos d'eucaliptus, els més antics d'Europa, i pinedes. La majoria de l'illa és coberta pel bosc, entorn protegit pertanyent a l'Estat francès; és el segon bosc més visitat de França.

## Antiguitat

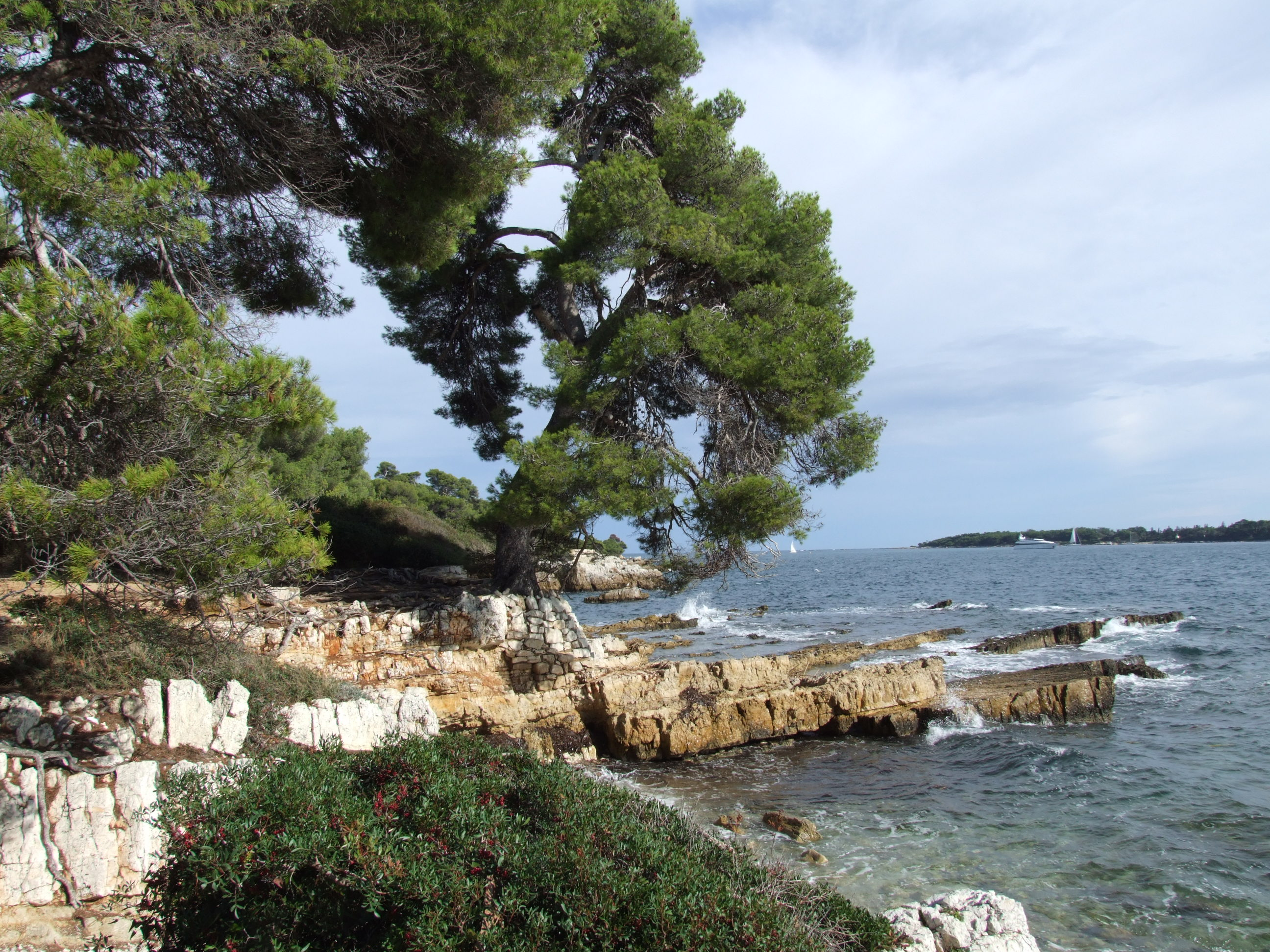
Vora del mar

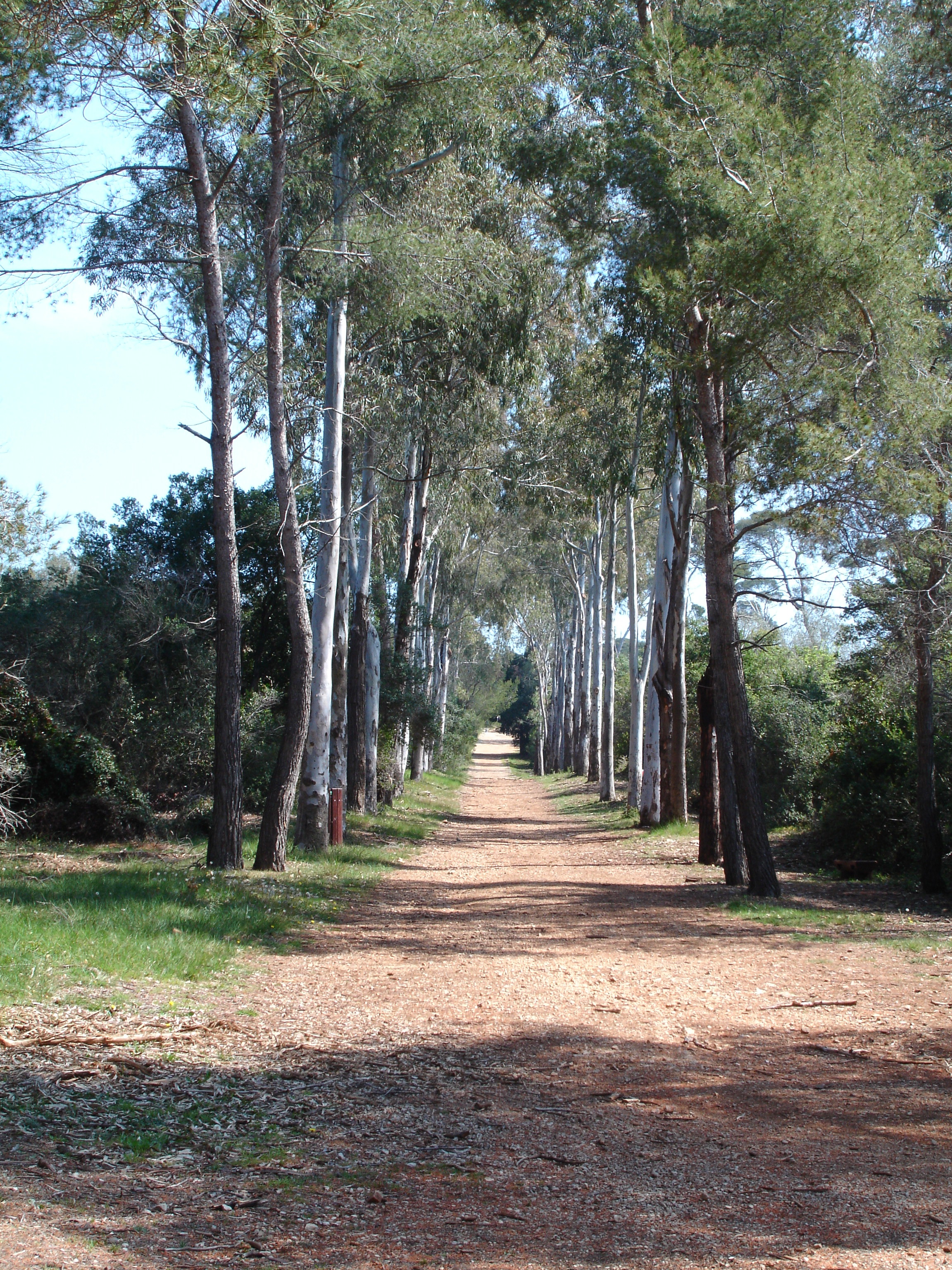
Passeig a l'île Sainte-Marguerite

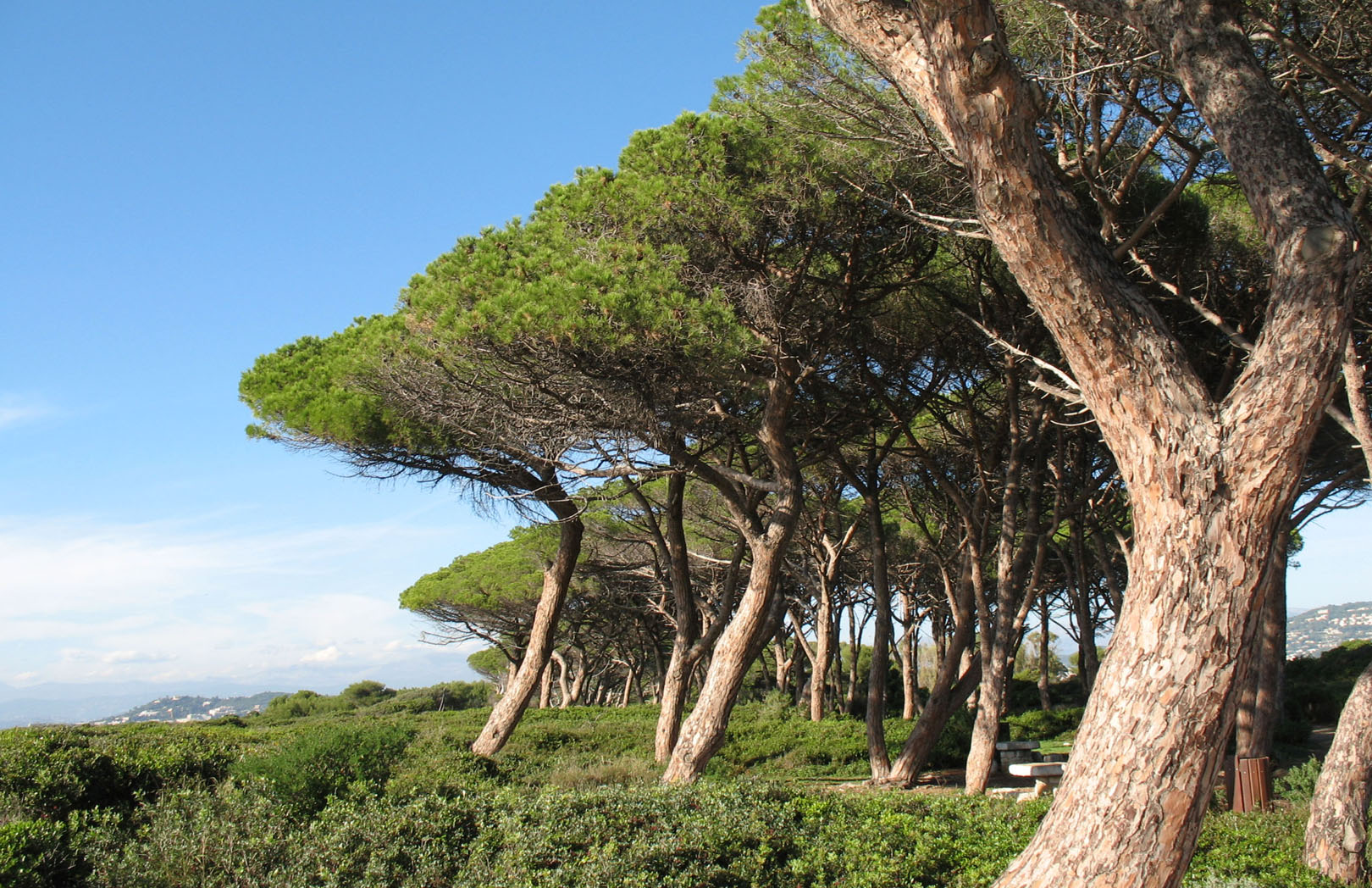
Pins a l'île Sainte-Marguerite

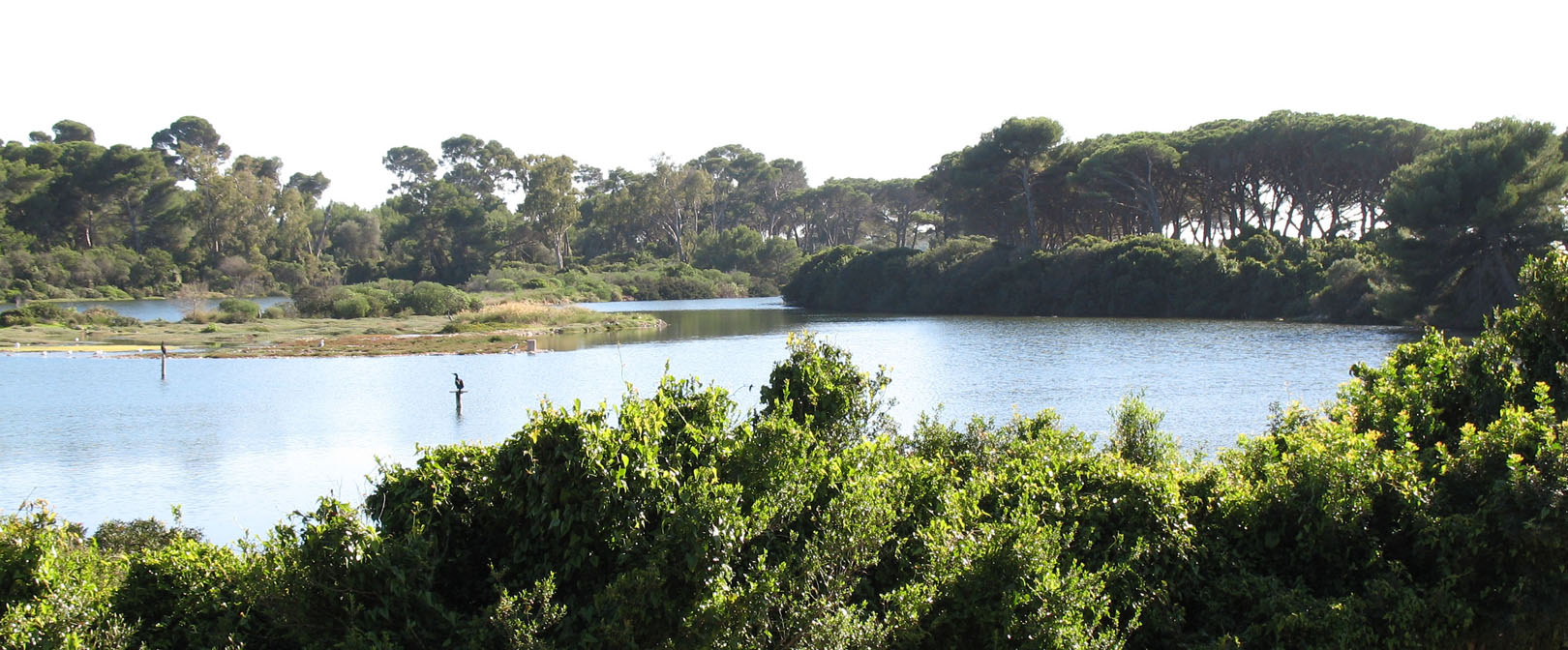
Estany du Batéguier

L'illa és en principi ocupada per una població celta-lígur, de la qual els primers rastres arriben al segle vi aC. Els lígurs són expulsats pels romans, expulsats al seu torn per una catàstrofe natural provocant un enfonsament de les illes de diversos metres sota el mar. L'illa Sainte-Marguerite es deia aleshores Lero i Saint-Honorat, Lerina, del nom d'un semidéu lígur venerat a l'illa, Lerôn.

## Llegendes
El nom donat a l'illa seria el d'una germana d'Honorat d'Arle (sant Honorat), Margarida. Al segle V dirigeix una comunitat de religioses. El seu germà que viu a l'illa veïna no la pot veure, ja que l'illa és prohibida a les dones. El sant li anuncia que no vindrà veure-la més que una vegada l'any, a la floració dels ametllers, Margarida adreça a Déu tan fervents oracions que un ametller plantat sobre la riba es posa a florir durant tots els mesos. Davant aquest miracle, sant Honorat sent fondre el seu rigor ascètic.
Una altra llegenda diu que Honorat i la seva germana Margarida han combatut un drac en aquesta illa que, mortalment ferit, ha alçat el vol per anar a morir al poble avui anomenat Draguignan.
Una darrera llegenda relata l'arribada d'Honorat a les illes infestades de vermines i de serps. Per posar-los a lloc, produeix una onada gegant, i es queda ell mateix sobre l'onada posant-se dalt d'una palmera. És aquesta llegenda és a l'origen de la palma del blasó de la ciutat de Canes.
És clar que, al segle v, ni les palmeres ni els ametllers no eren encara implantats a les illes de Lérins. Sant Honorat no ha tingut cap germana coneguda i santa Margarida era una màrtir d'Antioquia sense relació amb sant Honorat.
El monestir fundat per sant Honorat a l'illa de Lerina és el més antic d'Occident.

## Una col·laboració difícil

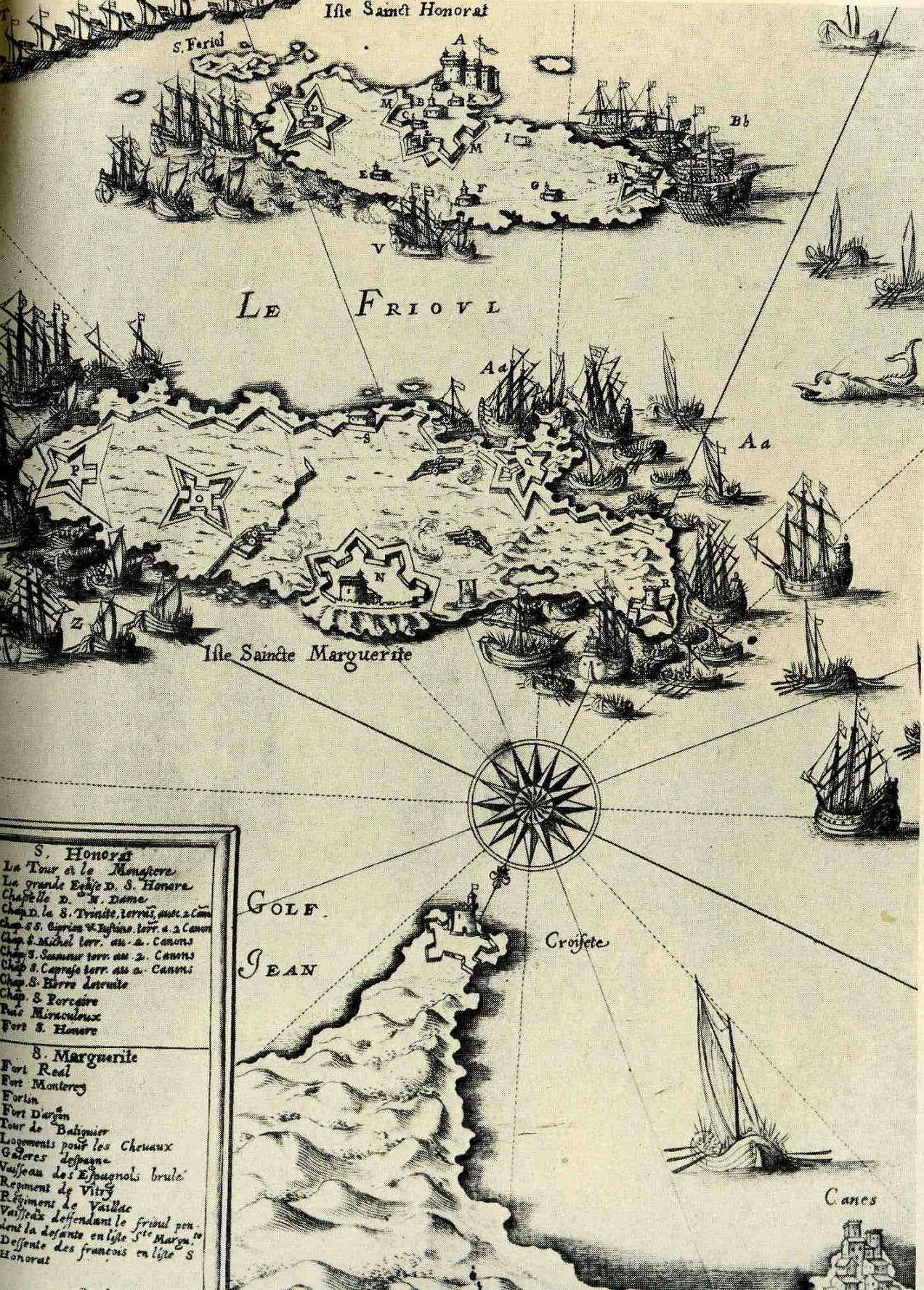
Mapa de 1639 representant la represa de les illes de Lerins el 1637 dels francesos sobre els espanyols

Durant la guerra dels trenta anys, Els espanyols es van apoderar de les illes en la batalla de les illes Lerins (1635) i les ocuparen fins a 1637. Per recuperar-les, el governador de Provença, el mariscal de Vitry, reuneix milícies a la costa mentre que el Cardenal Richelieu envia una flota sota les ordres de Sourdis, arquebisbe de Bordeus, i el comte d'Harcourt. Les illes foren finalment represes després de la batalla de les illes Lerins (1637). Les banderes espanyoles són agafades per ser exposades a la catedral Notre Dame on un Et Deum va celebrar la victòria francesa.

## Enigma de la màscara de ferro

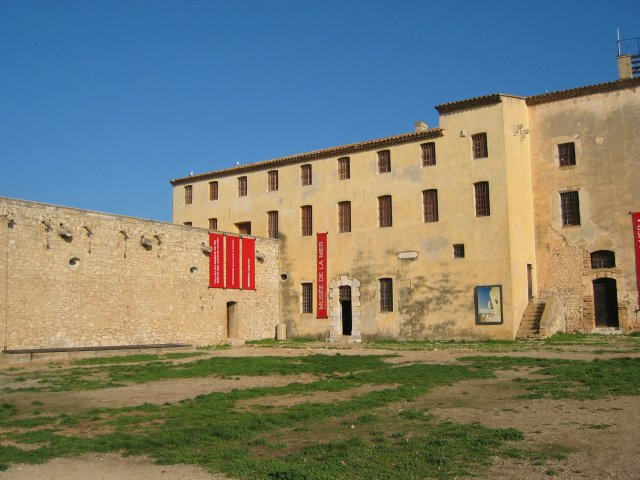
La presó de la màscara de ferro

El 1687, el fort de Sainte-Marguerite, presó d'Estat, rep l'home de la màscara de ferro. La seva identitat mai no ha estat establerta, apareixent nombroses hipòtesi. Successivament un germà de Lluís XIV, un secretari del duc de Mantoue, un pervertit de l'alta noblesa còmplice de l'enverinadora la Brinvilliers, Molière, Fouquet, un espia italià, etc.
Un personatge interessant va ser Claude François Paparel mor segons els rumors en la misèria el 1725. En realitat, va sojornar al final de la seva vida a l'Illa Sainte-Marguerite, a la Provença, amb una pensió de 1000 francs, el que correspon al sou d'un tinent, diversos criats... i va ser rehabilitat i morí a París, certament el 1725, però amb una pensió de 8000 lliures.

## Fort
Acull d'ara endavant el Museu del Mar que presenta col·leccions d'arqueologia submarina. Es pot igualment visitar la cel·la de la Màscara de ferro, així com aquelles en les quals van ser tancats els pastors protestants francesos després de la Revocació de l'Edicte de Nantes. El mariscal Bazaine hi va romandre detingut durant vuit mesos i hauria fugit de manera èpica el 10 d'agost de 1874.